# Chrysobothris nixa
Chrysobothris nixa är en skalbaggsart som beskrevs av Horn 1886. Chrysobothris nixa ingår i släktet Chrysobothris och familjen praktbaggar. Inga underarter finns listade i Catalogue of Life.